# シュワン細胞

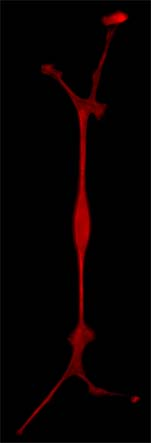
培地中のシュワン細胞

シュワン細胞（シュワンさいぼう、英: Schwann cell）とは末梢神経細胞の軸索を取り囲む神経膠細胞である。同義語としてSchwann細胞、鞘細胞がある。シュワン細胞は外胚葉の神経堤に由来する。